# 임란 칸 암살 미수 사건
2022년 11월 3일, 전 파키스탄 총리이자 파키스탄 정의운동(PTI) 정치당의 의장인 임란 칸은 파키스탄 정부에 반대하는 2022년 아자디 2차 행진 도중 펀자브주 와지라바드에서 발생한 암살 시도로 총상을 입었다. 총격범은 여러 명의 PTI 지도자에게도 부상을 입혔고 지지자 한 명을 살해했다. 공격자의 이름은 무함마드 나비드이며, 신원 미상의 다른 총격범 한 명은 사망했다.

## 배경

### 임란 칸의 축출
2022년 파키스탄에서는 야당인 파키스탄 민주운동이 임란 칸에 대한 불신임 결의안을 제출하면서 정치 위기가 시작되었다. 이 위기는 아리프 알비 대통령이 칸의 추천에 따라 파키스탄 의회를 해산하면서 헌법 위기로 이어졌다. 파키스탄 대법원은 의회를 복원했으며 칸은 불신임 결의에서 패배하고 셰바즈 샤리프가 총리직을 승계했다.
칸은 자신의 축출이 "미국 음모" 때문이라고 비난하며, 후속 행정부를 "수입 정부"라고 불렀다.

### 2022년 아자디 2차 행진
2022년 아자디 2차 행진은 정부의 조기 선거 거부에 항의하기 위해 칸과 그의 지지자들이 2022년 10월 28일에 시작한 라호르에서 이슬라마바드까지의 행진이다.

## 공격

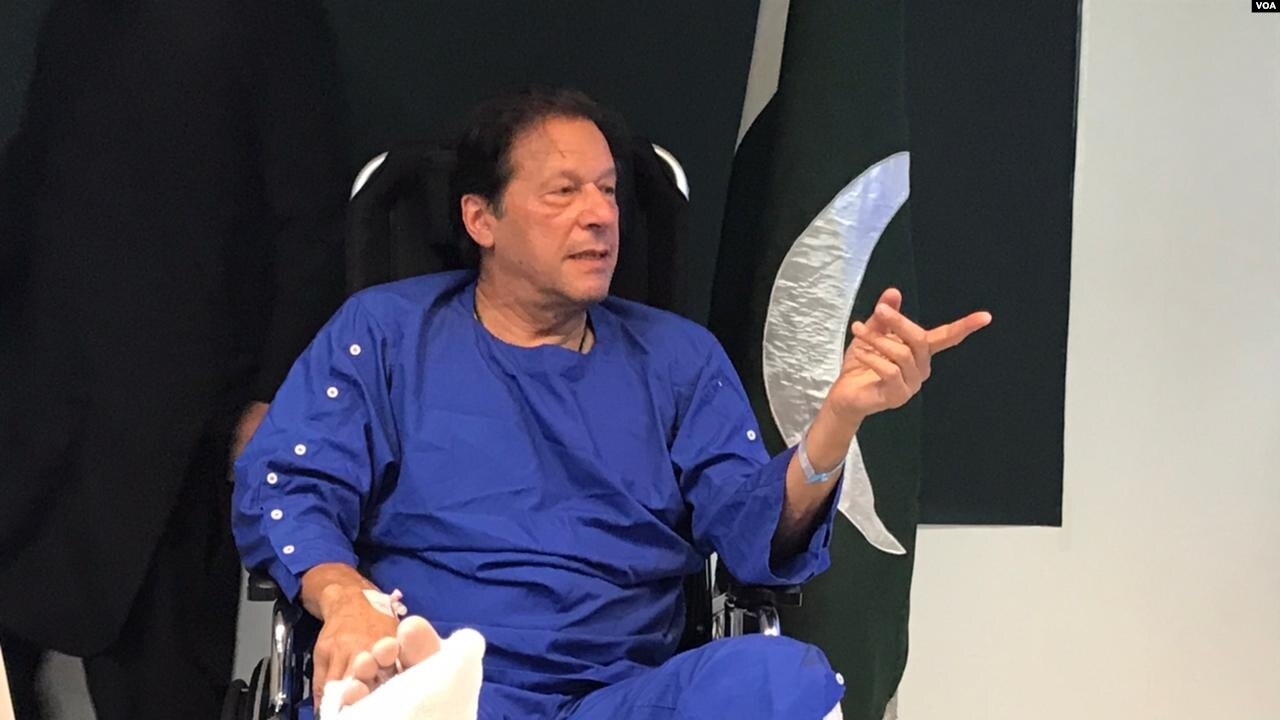
쇼카트 하눔 병원의 칸

2022년 11월 3일, 칸이 펀자브주 와지라바드에서 지지자들에게 연설을 하던 중, 총격범이 칸의 컨테이너 트럭에 총격을 가했다. 칸의 보좌관에 따르면 트럭은 여섯 발의 총격을 받았다. 입티삼이라는 칸의 지지자가 총격범을 제압하려 했다.
칸은 오른쪽 다리 정강이와 허벅지에 총상을 입고 라호르의 쇼카트 하눔 기념 암 병원 연구 센터로 옮겨져 치료를 받았다. 그의 주치의인 파이살 술탄은 X선 및 스캔 결과 칸의 다리에 총알 파편이 박혀 있고, 정강뼈가 골절되었다고 말했다. PTI 지도자는 그의 상태가 안정적이라고 말했다. 병원에서 칸은 총격범을 제압하려 했던 입티삼을 만났다. 칸은 입티삼에게 감사를 표하고 사인을 해주었다.
총 9명이 부상을 입었는데, 여기에는 칸과 파이살 자베드 칸 상원의원이 포함되었으며 민간인 1명이 사망했다.

### 용의자
펀자브 경찰 (파키스탄)은 칸에게 총격을 가한 총격범을 체포했으며, 그를 무함마드 나비드로 식별했다고 발표했다. 경찰이 공유한 비디오에서 용의자는 칸이 "증오를 퍼뜨리고 사람들을 현혹하며", "불경하고 반종교적인" 발언을 했기 때문에 그에게 총격을 가했다고 진술했다. 그는 또한 칸의 행진이 아잔 도중 음악을 틀고 춤을 추는 것에 화가 났다고 진술했다. 그는 자신이 단독으로 행동했으며 칸을 죽이고 싶었을 뿐이라고 덧붙였다. 이 비디오는 칸의 동맹들에 의해 "은폐"라고 일축되었다. 펀자브 경찰은 11월 5일 나비드가 마약 중독자이며 그의 진술의 진위는 의심스럽다고 밝혔다.
2025년 4월 26일, 나비드는 공격을 저지른 혐의로 유죄 판결을 받고 종신형을 선고받았다.

### 다른 체포
두 명의 다른 용의자가 나중에 체포되었고 와카스, 파이살 버트로 신원이 확인되었다. 이 두 사람은 나비드에게 공격을 위한 무면허 권총을 제공하고, 다른 권총과 탄약을 Rs. 20,000에 판매한 혐의를 받았다. 2023년 1월에는 무다시르 나지르와 아흐산 알리라는 두 명의 파키스탄 무슬림 연맹 나와즈파 활동가가 소셜 미디어 게시물로 체포되었으며, 나비드가 권총을 얻는 것을 도운 혐의로 타이얍 버트도 체포되었다.

## 반응

### 국내
셰바즈 샤리프 총리는 칸에 대한 공격을 "가장 강력한 어조로" 비난하며, 칸과 다른 부상자들의 회복을 기원하고 "내무부 장관에게 사건에 대한 즉각적인 보고{{시크 (인용)|를 지시했다"고 말했다. 그는 또한 연방 정부가 펀자브 주정부에 안보 및 조사에 필요한 모든 지원을 제공할 것이라고 말했다.
파키스탄군은 공격을 비난하며 "귀중한 생명을 잃은 데 대한 진심 어린 애도와 칸의 빠른 회복을 위한 기도"를 전했다.
다음 정치인들도 공격을 규탄했다.
- 외교부 장관 빌라왈 부토 자르다리
- 파키스탄 무슬림 연맹 나와즈파 부총재 마리얌 나와즈
- 파키스탄 무슬림 연맹 나와즈파 지도자이자 전 총리 나와즈 샤리프
- 파키스탄 인민당 공동 의장 아시프 알리 자르다리
- 이슬람 학자 연합 (파잘-우르-레흐만) 아미르 및 파키스탄 민주운동 의장 파잘-우르-레흐만
- 파키스탄 사르자민당 지도자 사예드 무스타파 카말
- 무타히다 카우미 운동 - 런던 지도자 알타프 후세인

PTI 의원인 아사드 우마르와 미안 아슬람 이크발은 칸이 자신들을 통해 성명을 발표해 달라고 요청했다고 밝혔다. 그들은 칸이 "이 일이 셰바즈 샤리프, 라나 사나울라, 파이살 나시르 소장 등 3명의 지시에 따라 이루어졌다고 믿는다"고 말했다. 그는 정보를 받고 있으며 이를 바탕으로 말하고 있다고 덧붙였다. 칸은 총격 다음 날 "상태가 나아지면 이슬라마바드 행진을 소집할 것"이라고 밝혔다.

### 국제
- 캐나다: 쥐스탱 트뤼도 총리는 이번 공격을 "전적으로 용납할 수 없는" 일이라고 규정하며, "어떤 민주주의나 우리 사회에서도 폭력은 정치에 설 자리가 없다"고 말했다. 그는 사건 도중 사망한 정치 활동가의 유족에게 애도를 표했다.[36]
- 이집트: 이집트 외교부는 성명을 통해 암살 시도를 비난하고 칸의 빠른 회복을 기원했다.[37]
- 인도: 인도 외무부 대변인은 인도가 파키스탄의 동향을 "예의 주시하고 있다"고 말했다.[38]
- 이란: 이란 외교부 대변인 나세르 카나니는 칸에 대한 암살 시도를 비난하고 빠른 회복을 기원했다.[39]
- 노르웨이: 노르웨이 외교부는 칸에 대한 공격을 강력히 비난했다.[40]
- 카타르: 카타르 외교부는 칸에 대한 암살 시도를 비난했다.[41]
- 사우디아라비아: 사우디아라비아 외교부는 칸에 대한 암살 시도를 비난했다.[42]
- 튀르키예: 튀르키예 외교부는 성명을 통해 칸과 공격으로 사망한 파키스탄인 유족에게 애도를 표하며 "파키스탄의 평화와 안정"의 중요성을 강조했다.[43]
- 아랍에미리트: 아랍에미리트 외교국제협력부는 칸에 대한 암살 시도를 비난했다.[44] 성명에서 "아랍에미리트는 안보와 안정을 해치고 인도주의적 가치와 원칙에 위배되는 이러한 범죄 행위를 강력히 비난한다"고 말했다.[45]
- 영국: 아시아, 에너지, 기후 및 환경 담당 국무장관이자 칸의 전 의형제인 잭 골드스미스는 이번 공격을 "끔찍하다"고 부르며 "임란 칸은 강하고 곧 다시 일어설 것이다"라고 말했다.[46]
- 미국: 백악관은 칸에 대한 공격을 강력히 비난했다.[4]

## 같이 보기
- 베나지르 부토 암살 사건
- PTI 결사 항전 시위